# شرکت پتروشیمی بندر امام
پتروشیمی بندرامام (BIPC) شرکت پتروشیمی ایرانی است که در زمینه تولید مواد شیمیایی، آروماتیک‌ها، پلیمرها و ال‌پی‌جی فعالیت می‌کند. محصولات اصلی صنعت پتروشیمی با عنوان اتیلن، پروپیلن، بوتادین، بنزن، تولوئن و زایلین‌ها در این مجتمع تولیدشده و بیشتر به محصولات میانی و فرآورده‌های پایانی همچون پلی‌اتیلن سبک، پلی‌اتیلن سنگین، لاستیک مصنوعی، پلی وینیل کلراید، پارازایلین و MTBE تبدیل می‌شوند.

## تاریخچه
این شرکت در سال ۱۳۵۲ از مشارکت شرکت ملی صنایع پتروشیمی ایران و شرکت میتسویی، با عنوان شرکت پتروشیمی ایران و ژاپن شکل گرفت، ولی در سال ۱۳۶۸ در پی کناره‌گیری شرکت میتسویی از طرح ساخت مجتمع، کلیه سهام آن توسط شرکت ملی صنایع پتروشیمی ایران خریداری و ساخت آن توسط شرکت‌های ایرانی دنبال و در سال ۱۳۷۰ رسماً افتتاح شد و نام آن به شرکت پتروشیمی بندرامام تغییر پیدا کرد.
شرکت پتروشیمی بندرامام در سال ۱۳۸۹ توسط شرکت صنایع پتروشیمی خلیج‌فارس خریداری شد. دفتر مرکزی و کارخانجات این شرکت در نزدیکی شهر ماهشهر از توابع استان خوزستان مستقر است.

#### موقعیت جغرافیایی
شرکت پتروشیمی بندر امام، در زمینی به مساحت حدود ۲۷۰ هکتار، در ضلع شمال غربی خلیج فارس در استان خوزستان به فاصله ۱۶۰ کیلومتری جنوب شرقی اهواز و ۸۴ کیلومتری شرق آبادان در منطقه بندر امام خمینی (ره) قراردارد.

#### دسترسی‌ها
به دلیل موقعیت جغرافیایی که این پتروشیمی دارد، دسترسی به خوراک، سوخت و مواد اولیه استفاده از امکانات جاده‌ای شبکه راه‌آهن و حمل و نقل دریایی، وجود فرودگاه، دسترسی به آب مورد نیاز ازجمله دسترسی‌های این پتروشیمی است.

#### مدیرعاملان پیشین
پتروشیمی بندر امام از سال ۱۳۵۲ هجری شمسی تا ۱۴۰۱ هجری شمسی ۱۶ مدیر عامل مدیریت این شرکت را عهده‌دار بودند.
گنجی تومیو (۱۳۵۸- ۱۳۵۲)، ک. اداچی (۱۳۵۹- ۱۳۵۸)، حسن دبیری (۱۳۶۰ تا ۱۳۵۹)، محسن کمالی تقوی (۱۳۶۱) ، احمد احمدی (۱۳۶۳-۱۳۶۲)، محمد احتیاطی (۱۳۶۵– ۱۳۶۳)، علیرضا منتظری پور آقا (۱۳۶۶)، محمد جوادیان (۱۳۶۸– ۱۳۶۶)، حبیب امین فر (۱۳۶۸)، مهدی میر معزی (۱۳۷۳- ۱۳۶۸)، عباس شعری مقدم (۱۳۸۵- ۱۳۷۳)، عادل نژاد سلیم (۱۳۸۷- ۱۳۸۵)، رضا امیری (۱۳۸۹- ۱۳۸۷)، محمد حسین ظریفکارفرد (۱۳۹۲- ۱۳۸۹)، رضا امیری (۱۳۹۶- ۱۳۹۲) و حمیدرضا رستمی (۱۴۰۱- ۱۳۹۷) و سپهدار انصاری نیک (1401- ادامه دارد) مدیر عاملان پیشین پتروشیمی بندرامام بودند.

## بمباران در جنگ ایران و عراق
طی دوران جنگ ایران و عراق مجتمع پتروشیمی بندرامام بیش از ۲۰ بار مورد حملهٔ هوایی بمب افکن‌های ارتش عراق قرار گرفت که طبق گزارشِ رسانه‌های ایران، این پتروشیمی خسارت‌های بسیار زیادی به ماشین آلات و سایر تجهیزات وارد شد.

#### پس از جنگ
در سال ۱۳۶۷ پس از پایان آتش‌بس و امکان از سرگیری عملیات ساختمانی از شرکای ژاپنی خواسته شد تا همکاری خود را بر پایه قرارداد اصلی در راستای تکمیل مجتمع ادامه دهند که نهایتاً پس از هفت دور مذاکره بین طرفین، شریک ژاپنی به بهانه اقتصادی نبودن طرح از ادامه کار خودداری و در پی آن قرار داد مفارقت بین طرفین در مهرماه سال ۱۳۶۸ به امضاءرسید و بدین ترتیب کلیه سهام به شرکت ملی صنایع پتروشیمی انتقال یافت.
با اعلام آتش‌بس مسئولان شرکت ملی صنایع پتروشیمی عملیات بازسازی و تکمیل واحدهای مجتمع پتروشیمی بندرامام را در برنامه‌های بازسازی پنج ساله در الویت قرار دادند.

#### عملیات بازسازی
عملیات بازسازی واحدهای آسیب دیده در زمان جنگ در چهار فاز شروع شد. در فاز اول که شامل بازسازی واحد تفکیک مایعات گازی شمارهٔ ۲ و بخش مهمی از واحد آب و برق و بخار با اصابتِ راکت، خسارات زیادی وارد آمد و نزدیک به ۲۰ نقطه از این واحد ut بمباران شد. خسارات عمده‌ای به کل مجموعه وارد شد که در نهایت، کلِ بازسازیِ تجهیزات و تأسیساتی که بر اثر جنگ به شدت آسیب دیده بودند در اسفند ماه   ۱۳۶۹ راه اندازی شد.
در فاز دوم که شامل بازسازی واحدهای الفین، پلی‌اتیلن سبک (خط شماره ۱)، پلی اتیلن سنگین، پلی پروپیلن، بوتادین و لاستیک مصنوعی، کلرآلکالی بود واحد کلرآلکالی در زمان جنگ چندین بار بمباران شد و بخش‌های گوناگونی از آن مورد اصابت موشک، راکت و بمب‌های خوشه‌ای و چتری قرار گرفت. در مجموع ۴۰ تا ۴۵ درصد خسارت کلی وارد شد و کار بازسازی در تیرماه ۱۳۷۳ پایان و واحد راه‌اندازی و مورد بهره‌برداری قرار گرفت.
در فازسوم که شامل واحدهای وینیل کلراید که قسمت عمده‌ای از واحد اکسی کلرینشن بمباران و خسارات فراوانی به برج‌ها و پمپ‌ها وارد آمد که کار بازسازی و تعمیر قسمت‌های آسیب دیده پس از ماه‌ها تعمیر و بازسازی دستگاه‌ها در در فرودین ماه ۱۳۷۴ مورد بهره‌برداری قرار گرفت.
در فاز چهارم که شامل بازسازی واحد آروماتیک، پروژهٔ تأمین خوراک در پالایشگاه آبادان و خط انتقال خوراک از بندر صادراتی ماهشهر بود نیز بازسازی و راه اندازی شد.

## محصولات
محصولات پتروشیمی بندرامام شامل خوراک و سوخت، محصولات پلیمری، محصولات آروماتیکی و محصولات شیمیایی است. اتان، پروپان، بوتان، پنتان به بالا، C4 رافینیت، آروماتیک C5 رافینیت، LPG آروماتیک، بنزین پیرولیز، نفت کوره و MTBE از محصولات تولیدی در بخش خوراک و سوخت است.

#### محصولات پلیمری
پلی اتیلن سنگین، پلی اتیلن سبک، پلی وینیل کلراید و لاستیک مصنوعی از جمله محصولات تولیدی در بخش محصولات پلیمری این پتروشیمی است.

#### محصولات شیمیایی
پروپیلن کمیکال گرید، اتیلن، پروپیلن پلیمر گرید، ۱ و ۳ بوتادین، برش چهارکربنه، وینیل کلراید منومر، اتیلن دی کلراید (مستقیم)، اتیلن دی کلراید (اکسی)، اسید کلریدریک و آب ژاول از محصولات تولیدی در واحد شیمیایی به حساب می‌آیند.

#### محصولات آروماتیکی
بنزین، تولوئن، پارازایلین، مخلوط زایلین‌ها و C9 Ar از محصولات تولیدی در واحد آروماتیکی هستند.
| اتیلن           | پروپیلن پلیمر گرید     | پلی اتیلن سبک      |
| پلی اتیلن سنگین | گاز مایع               | پنتان به بالا      |
| اتان            | بنزین پیرولیز          | ترکیبات چهار کربنه |
| سود سوزآور      | اتیلن دی کلراید مستقیم | وینیل کلراید منومر |
| لاستیک مصنوعی   | پلی وینیل کلراید       | بنزن               |
| مخلوط زایلین‌ها  | متیل ترسی بوتیل اتر    | رافینیت C5         |

## شرکت‌های تابعه
مدیریت فنی و تولید فرآورش یک، مدیریت فنی تولید فرآورش دو، مدیریت فنی و تولید بسپاران، مدیریت فنی و تولید کیمیا، مدیریت فنی و تولید آب نیرو و مدیریت پشتیبانی تعمیرات فراورش ازجمله شرکت‌های تابعهٔ پتروشیمی بندر امام است.

## مسئولیت‌های اجتماعی
شرکت پتروشیمی طی گزارش‌هایش در زمینهٔ مسئولیت‌های اجتماعی آورده است که پتروشیمی بندرامام در ۵ دهه فعالیت خود با احداث بیش از ۵۰ هزار هکتار محدوده مسکونی، بزرگ‌ترین بیمارستان منطقه ماهشهر، ده‌ها مدرسه، دانشگاه و زیرساخت شهری، جمعیتی بالغ بر ۲۰۰ تا ۳۰۰ هزارنفر را از خدمات ارائه شده در ۵۰ سال اخیر متنفع کرده است.
این شرکت در سال های ۱۴۰۱ و ۱۴۰۲ بیش از ۲ هزار میلیارد ریال صرف فعالیت‌های عام المنفعه و مسئولیت‌های اجتماعی در راستای محرومیت زدایی و امیدآفرینی هزینه کرد. اقدامات صورت گرفته در زمینه مسئولیت‌های اجتماعی باعث شد که از مدیرعامل پتروشیمی بندرامام از سوی رئیس مجلس تقدیر شود.

### باشگاه بسکتبال پتروشیمی بندر امام خمینی
باشگاه بسکتبال پتروشیمی بندر امام،در شهرک بعثت شهرستان بندر ماهشهر قرار دارد. این تیم در لیگ برتر بسکتبال ایران حضور دارد. تیم پتروشیمی بندر امام (ملقب به پترو) برای اولین بار با هدایت مهران حاتمی با شکست دادن مهرام تهران و درخشش بازیکنانی همچون سانی بچیروویچ و حامد آفاق و حامد سهراب نژاد به قهرمانی لیگ برتر ۹۲-۹۱ دست یافت.

## بازار مصارف
۴۰ درصد از محصولات پتروشیمی بندر امام در داخل ایران و شرکت‌های پتروشیمی و هم‌جوار و از طریق بورس به فروش می‌رسد و ۶۰ درصد باقی تولیداتِ این پتروشیمی به کشورهای اغلب آسیای جنوب شرقی صادر می‌شود.

## بومی‌سازی
این شرکت با شناسایی ۴۱ هزار و ۲۶۳ قطعه در پتروشیمی بندرامام که ظرفیت ساخت داخل را دارند. کمیته ساخت داخل این شرکت بیش از ۱۰ هزار قطعه را تا کنون داخلی‌سازی کرده است. در فرایند واحدهای تولیدی پتروشیمی بندرامام ۱۸۷ کاتالیست کاربرد و استفاده دارند که کمیته ساخت داخل شرکت در بخش بومی‌سازی کاتالیست‌های پلیمری و غیرپلیمری، توانسته تاکنون با مشارکت و همکاری شرکت‌های دانش‌بنیانِ ایران، ۹۹ کاتالیست و کمیکال واحدهای تولیدی شرکت را داخلی‌سازی کند. با این حساب نزدیک به ۵۳ درصد از کاتالیست‌های مورد استفاده واحدهای تولیدی پتروشیمی بندرامام تاکنون توسط کارشناسان ایرانی تولید و تهیه شده‌اند.

## هدف‌گذاری
متولیان این شرکت در تیرماه ۱۴۰۲ دربارهٔ هدف‌گذاری شرکت پتروشیمی بندرامام اعلام کردند که با سرمایه‌گذاری ۳٫۹ میلیارد دلاری در زنجیره کلر، زنجیره الفین، طرح‌های تکمیل محصولات الفین و آروماتیک را در افق پنج‌ساله هدف‌گذاری کرده است.

### 150 روز ابتدای 1403
پتروشیمی بندرامام با تولید ۱،۹۳۴،۰۳۵ تن انواع محصول در ۱۵۰ روز ابتدای سال ۱۴۰۳ رکورد تولید را نسبت به مدت مشابه ۶ سال گذشته به ثبت رساند. این شرکت همچنین در سال ۱۴۰۲ و همزمان با شروع طرح توسعه ” بندرامام نوین” بیش از ۴.۵ میلیون تن انواع محصول تولید کرده بود که نسبت به سال ۱۴۰۱ رشد ۱۳ درصدی و نسبت به سال ۱۴۰۰، رشد ۲۵ درصدی داشته است.

## کسب رتبه
پتروشیمی بندرامام توانسته به عنوان صادر کننده نمونه استان خوزستان، نشان برنز C1 منابع انسانی، واحد تلاشگر عرصه محیط زیست و رتبه ۲۸ بین صد شرکت برتر ایران از نظر شاخص فروش را دریافت کند.

## بندر امام نوین
این شرکت در پنجاهمین سال تاسیس و بر مبنای برنامه ریزی استراتژیک، در چشم انداز میان مدت تا افق ۱۴۰۷ قرار است به بزرگترین شرکت پتروشیمیایی ایران و برخوردار از کامل و متنوع‌ترین زنجیره محصولات پتروشیمی تبدیل شود. مدیرعامل شرکت پتروشیمی بندر امام، چشم‌انداز «بندر امام نوین» را تحقق فروش سالانه ۲٫۵ میلیارد دلاری و توسعه زنجیره ارزش محصولات از ۳۱ محصول به ۴۰ محصول متنوع مبتنی بر ۳ زنجیره ارزش شرکت عنوان کرده است.